# 사와이 나오토
사와이 나오토(일본어: 澤井 直人, 1995년 4월 3일 ~ )는 일본의 축구 선수이다.

## 구단 경력
그는 2014년부터 2021년까지 J리그의 도쿄 베르디, 레노파 야마구치 FC에서 활동하였다.